# Cap Llentrisca - Sa Talaia
Cap Llentrisca - Sa Talaia este o arie protejată (sit de importanță comunitară — SCI) din Spania întinsă pe o suprafață de 3.089,72 ha, integral pe uscat.

## Localizare
Centrul sitului Cap Llentrisca - Sa Talaia este situat la coordonatele 38°53′38″N 1°15′00″E / 38.8938°N 1.2501°E.

## Înființare
Situl Cap Llentrisca - Sa Talaia a fost declarat sit de importanță comunitară în iulie 2000 pentru a proteja 3 specii de plante și 10 specii de animale.

## Biodiversitate
Situată în ecoregiunea mediteraneană, aria protejată conține 8 habitate naturale: Galerii și tufărișuri riverane sudice (Nerio-Tamaricetea și Securinegion tinctoriae), Stepe sărăturate mediteraneene (Limonietalia), Pseudostepă cu ierburi și specii anuale de Thero-Brachypodietea, Vegetație anuală la limita mareei, Liziere de ierburi înalte hidrofile de câmpie și de nivel montan până la alpin, Faleze cu vegetație de Limonium spp. endemic de pe coastele mediteraneene, Tufărișuri termo-mediteraneene și de pre-deșert, Pante stâncoase calcaroase cu vegetație casmofită.
La baza desemnării sitului se află mai multe specii protejate:
- plante (3): Diplotaxis ibicensis, Genista dorycnifolia, Silene hifacensis
- păsări (9): pasărea ogorului (Burhinus oedicnemus), ciocârlie-cu-degete-scurte (Calandrella brachydactyla), caprimulg (Caprimulgus europaeus), Falco eleonorae, șoim călător (Falco peregrinus), Galerida theklae, Phalacrocorax aristotelis desmarestii, turturică (Streptopelia turtur), Sylvia sarda
- reptile (1): Podarcis pityusensis

Pe lângă speciile protejate, pe teritoriul sitului au mai fost identificate 1 specie de amfibieni.